# St. Laurentius (Rinnenthal)

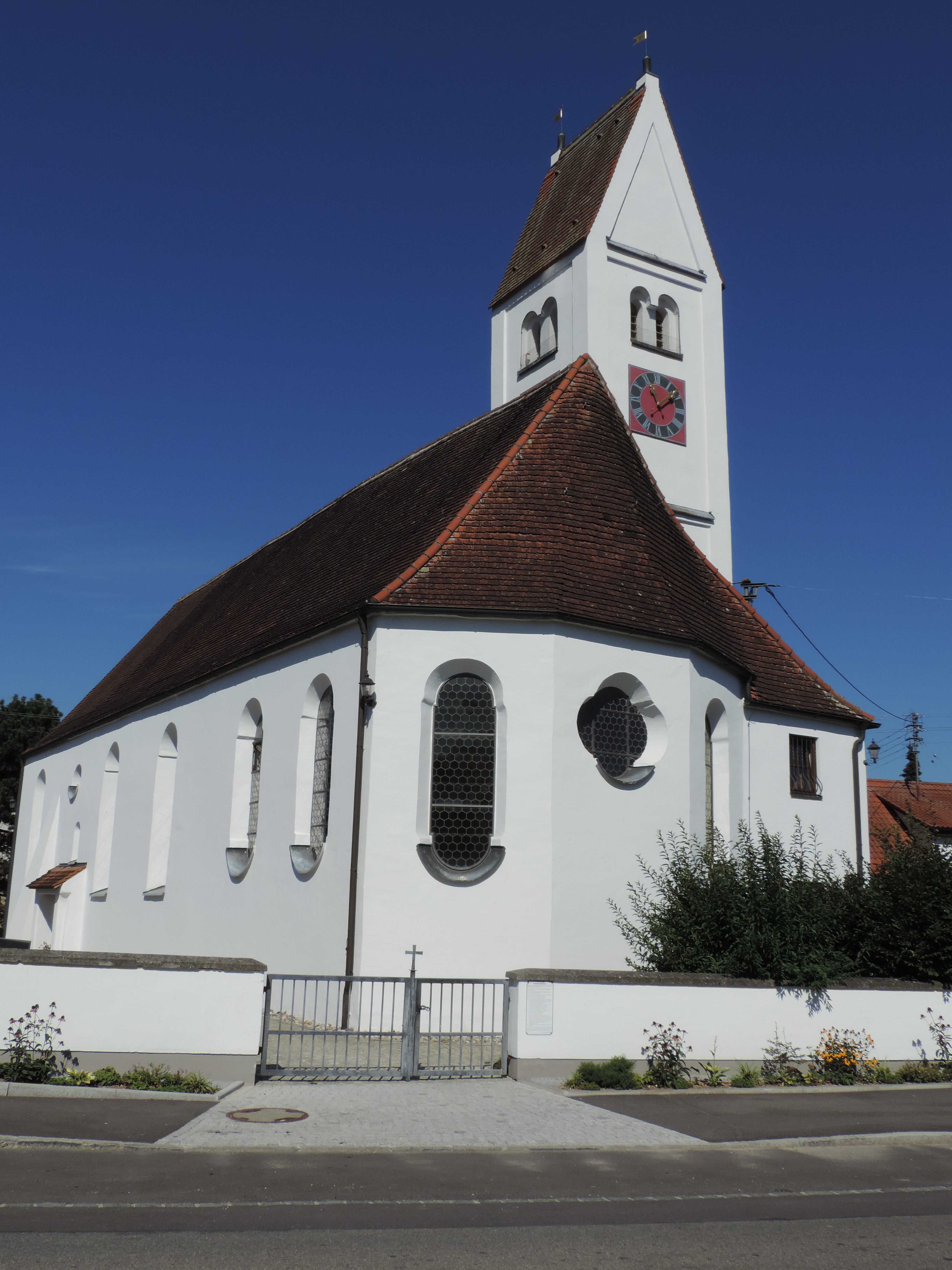
St. Laurentius in Rinnenthal

Die katholische Filialkirche St. Laurentius ist ein Baudenkmal in Rinnenthal bei Friedberg in Bayern.

## Geschichte
Eine dem heiligen Vitus geweihte romanische Kirche wurde bereits im 12./13. Jahrhundert errichtet. Auf die zweite Hälfte des 15. Jahrhunderts datiert der heutige Chorbau und der Turm in seiner jetzigen Höhe. Um 1725 wurde das Langhaus umgestaltet und das Gotteshaus dem heiligen Laurentius geweiht. In der zweiten Hälfte des 18. Jahrhunderts wurde die Kirche im Rokoko-Stil umgestaltet. Das Langhaus wurde 1934 nach Westen hin verlängert.

## Baubeschreibung
Die Kirche ist ein Saalbau mit flacher Stichkappentonne und polygonalem Ostchor, welcher nach Süden aus der Achse des Langhauses verschoben ist. Der nördliche, viergeschossige Satteldachturm ist mit Lisenen und Gurtgesimsen sowie doppelten Klangarkaden versehen. Im Westen findet sich ein kleines Vorzeichen am Langhaus.

## Ausstattung
Die Deckenfresken mit Darstellungen des heiligen Laurentius stammen von Sigismund Reis und wurden 1760 erstellt. Im Langhaus ist das Martyrium des Heiligen dargestellt. Die vier Medaillons stellen die Tugenden Glaube, Hoffnung, Liebe und Weisheit dar. Im Chor finden sich Darstellungen verschiedener Szenen im Leben des heiligen Laurentius und zentral seine Glorifizierung vor dem Gnadenstuhl mit Gottvater, Christus und dem Heiligen Geist. Die barocken Altäre mit Bildern von Benedikt Derth sind aus dem Jahr 1724 (Hauptaltar) und 1732 (Gemälde der Seitenaltäre). Das Altarbild des Hauptaltares zeigt ebenfalls das Martyrium des Titelheiligen. Im Auszug ist die Beweinung Christi dargestellt. Die beiden knienden Leuchterengel sind älter als der Altar und um 1600 entstanden. Die Altarblätter der Seitenaltäre zeigen rechts den Heiligen Wandel und links die Vierzehn Nothelfer. Die Figuren der Heiligen Urban und Lorenz im Bereich der Kanzel sind aus dem ausgehenden 16. Jahrhundert. Die meisten übrigen Figuren wurden von Johann Caspar Öberl zwischen 1730 und 1740 erstellt.